# Fenix (Leeuwarden)
De Fenix was een kerkgebouw in de Nederlandse stad Leeuwarden  in de provincie Friesland.

## Geschiedenis
De kerk werd in 1960 gebouwd naar ontwerp van architect Wouter Ingwersen. De opening in 1961 werd verricht door burgemeester Adriaan van der Meulen. Het kerkgebouw in de wijk Valeriuskwartier was het tweede kerkgebouw voor de Gereformeerde Wijkgemeente Leeuwarden-West.  De gereformeerden bouwden bewust drie kerken met een vogelnaam in noordelijk Leeuwarden. De eerste was de Pelikaankerk uit 1932 in de Vogelwijk en de derde kerk de Adelaarkerk uit 1972 in de wijk Bilgaard.
Het kerkgebouw met aan de zuidgevel een klokkenstoel werd in 2002 verbouwd. In 2003 kreeg de kerk het Flentrop-orgel van de gesloopte Goede Herderkerk. Op 20 mei 2012 werd de laatste dienst gehouden. In 2016 werd de kerk verkocht en in 2018 gesloopt. In de kerk bevond zich ook een glas in loodraam van Jan Murk de Vries.

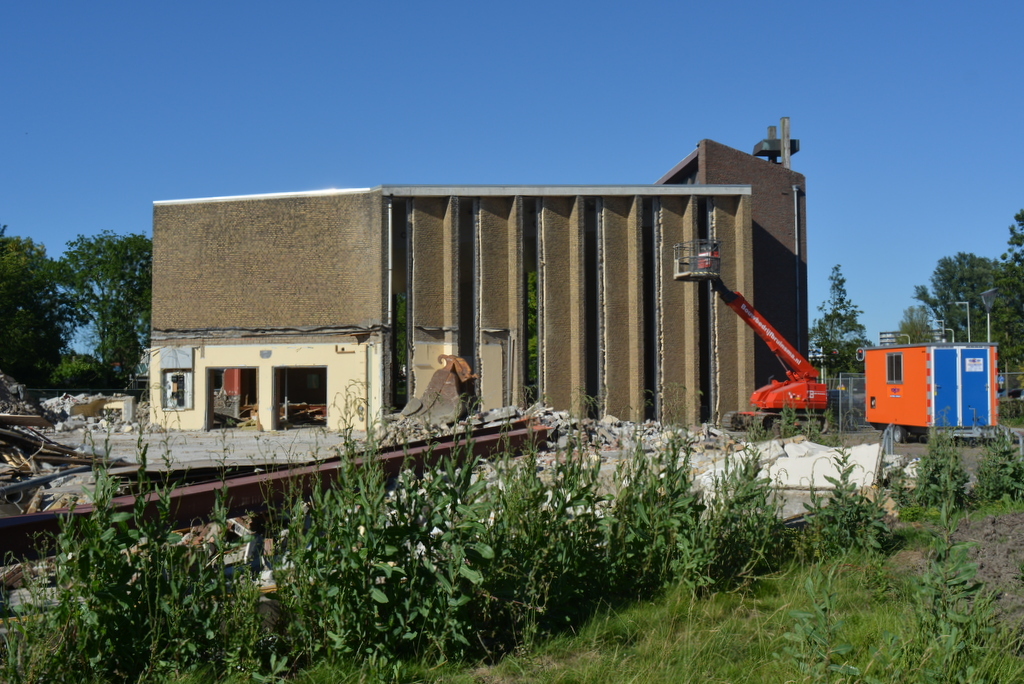
Afbraak in 2018
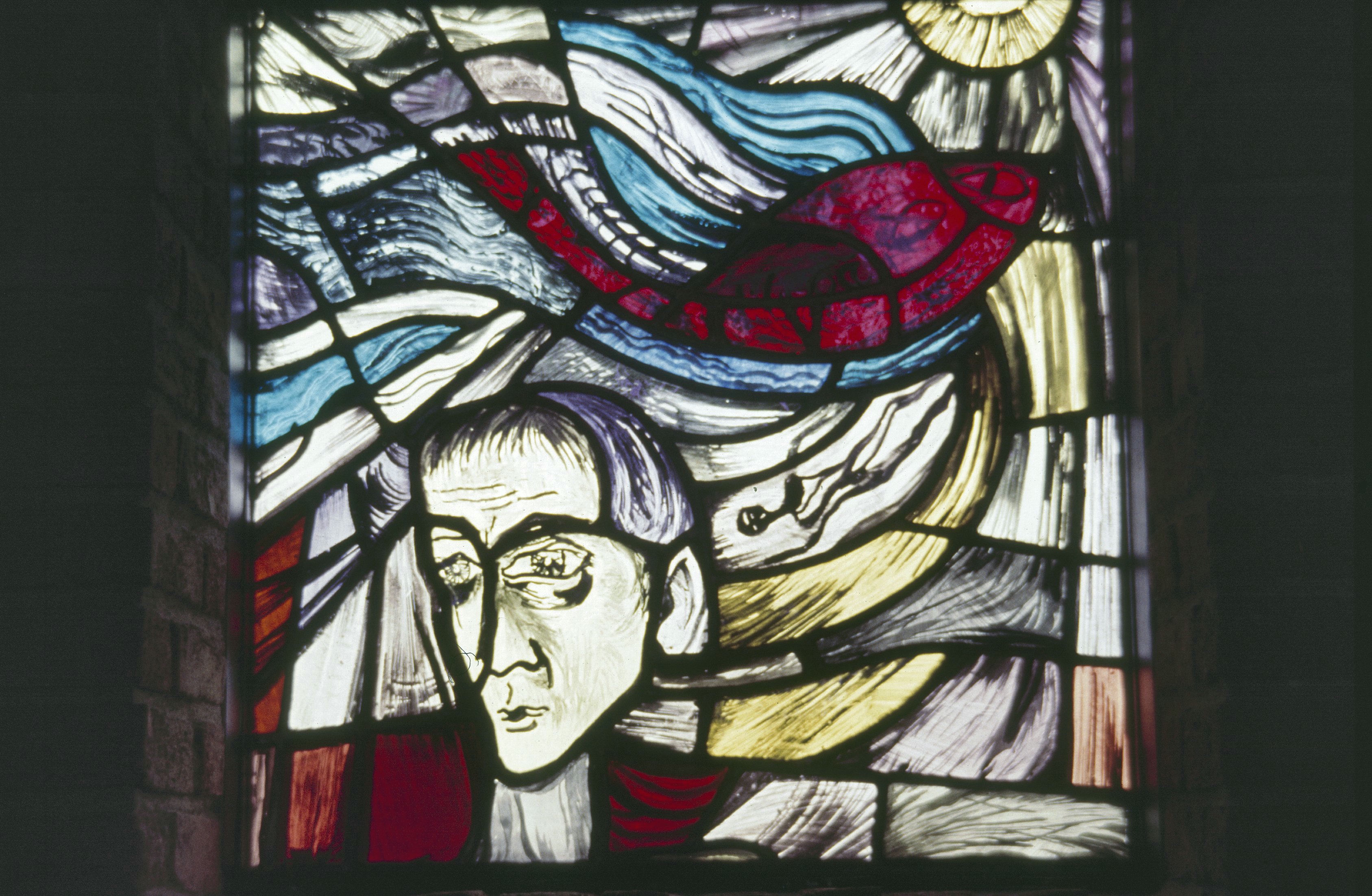
Raam van Jan Murk de Vries